# Yann ar Gall
Pour les articles homonymes, voir Jean ar Gall et ar Gall.
 (juin 2013).
Si vous disposez d'ouvrages ou d'articles de référence ou si vous connaissez des sites web de qualité traitant du thème abordé ici, merci de compléter l'article en donnant les références utiles à sa vérifiabilité et en les liant à la section « Notes et références ».
Pour les articles homonymes, voir Le Gall.
Yann ar Gall ou Jean Le Gall est un résistant français et militant nationaliste breton.
Il a appartenu au service d'information allié et son action lui a valu les félicitations de l'état-major anglais après le débarquement de Saint-Sauveur-des-Landelle, dans la Manche[réf. nécessaire]. Il se déclara loyaliste français et antiséparatiste[réf. nécessaire]. De 1945 à 1948, ce fut le principal collaborateur de la revue nationaliste bretonne Avel an Trec’h de Youenn Olier. Il devient plus tard secrétaire général du Mouvement pour l’organisation de la Bretagne.